# Madona
Madona è un comune della Lettonia appartenente alla regione storica della Livonia di 28.110 abitanti (dati 2009).

## Località
Il comune è stato istituito nel 2009 ed è formato dalle seguenti località:
- Arona
- Barkava
- Bērzaune
- Dzelzava
- Kalsnava
- Lazdona
- Liezēre
- Ļaudona
- Mārciena
- Mētriena
- Ošupe
- Prauliena
- Sarkaņi
- Vestiena
- Madona

## Amministrazione

### Gemellaggi
La città è gemellata con:
- Anykščiai